# Reagy Ofosu
Reagy Baah Ofosu (Amburgo, 20 settembre 1991) è un calciatore tedesco, di origini ghanesi, attaccante del Şanlıurfaspor.

## Palmarès

### Club

#### Competizioni nazionali
- Campionato slovacco: 1

Spartak Trnava: 2017-2018
- Coppa di Romania: 1

U Craiova: 2020-2021